# Бошкович, Баро
Баро Бошкович (серб. Баро Бошковић, хорв. Baro Bošković, по-латински Bartholomaeus Boscovichius, «Варфоломей Босковичий»; 27 апреля 1699, Дубровницкая республика — 5 мая 1770, Реканати) — дубровницкий новолатинский поэт, представитель обширной местной традиции латинской поэзии, иезуит.

## Семья
Сын Николы Бошковича, брат знаменитого ученого иезуита Руджера Бошковича. Их сестра Аница также писала стихи (пасторали), но по-хорватски, переводила с итальянского. Писал и третий брат Петар. Дед по матери был из Бергамо.

## Творчество
Писал латинские стихи, в том числе эклоги, элегии, ямбы, много издавался в иезуитских сборниках.

## Некоторые издания произведений
- Carmina et orationes, 1741. (вместе с Карло Антонио Роти и Джузеппе Комино)
- Selecta carmina patrum Societatis Jesu, 1747.
- Carmina selecta patrum Societatis Jesu, 1751. (издание Джованни Баттиста Альбрицци[итал.])
- Selecta patrum Societatis Jesu carmina … , 1754.
- Carmina recentiorum poetarum VII a Societate Jesu id est Julii Caesaris Cordarae, Raymundi Cunichii, Bernardi Zamagnae, Alphonsi Nicolai, Rogerii Boschovichii, Bartholomaei Boscovichii et Joannis Baptistae Roberti, 1772. (вместе с Джулио Чезаре Кордара, Раймундом Куничем, Брне Джаманичем [Brne Džamanjić], Альфонсом Николаем [Alphonsus Nicolaus], Руджером Бошковичем и Джовании Батиста Роберти)
- Collectio poetarum elegiacorum stylo, et sapore Catulliano scribentium … Collegit, castigavit, praefatus est, suas accessiones ineditas addidit Carolus Michaeler…, 1784—1785. (вместе с Раймундом Куничем, Брне Джаманичем, Карлом Михелером [Karl Michaeler], Йозефом фон Курцбёком [Kurzboeck])